# Kaiser von Österreich

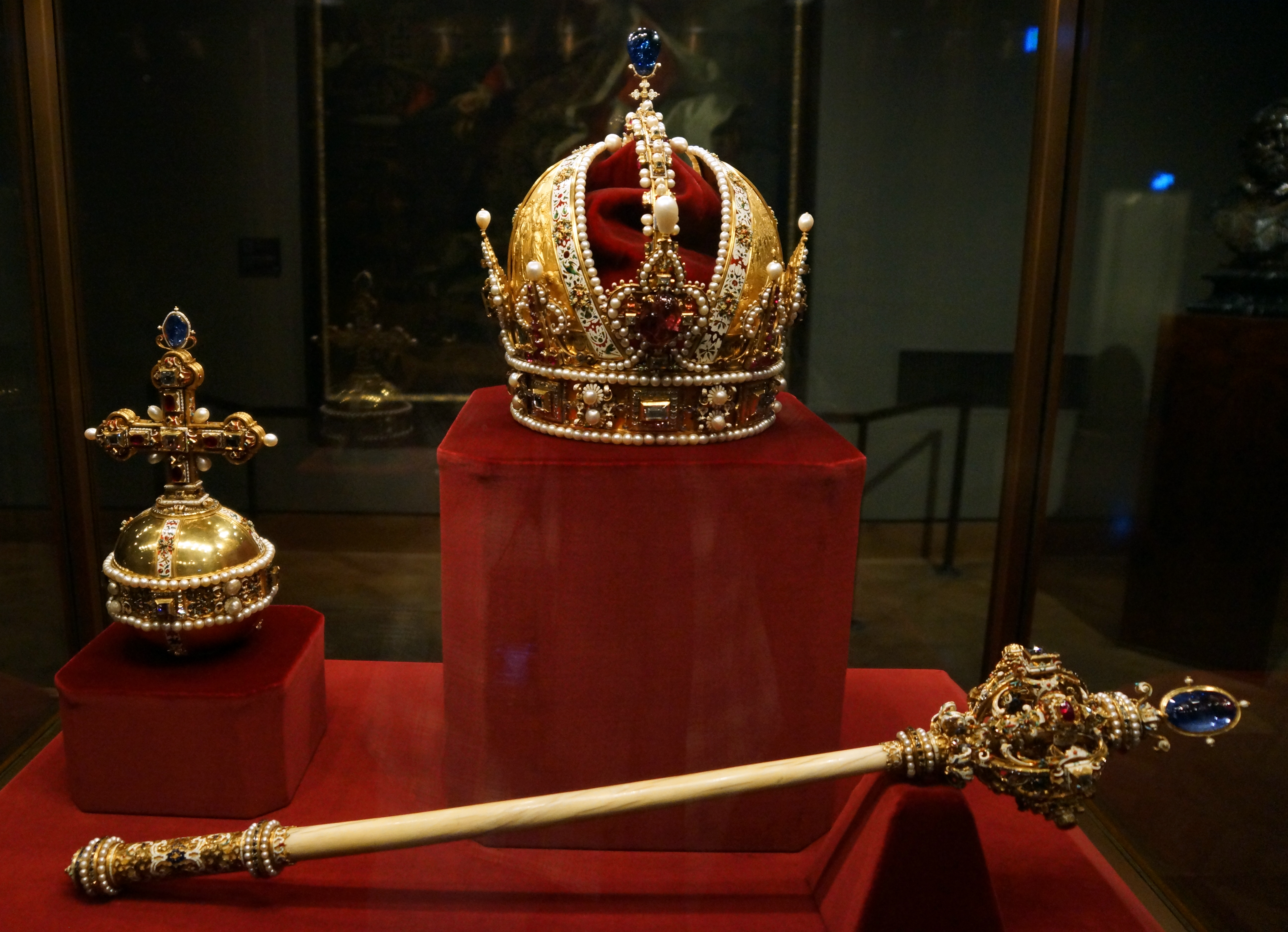
Die Insignien des Kaisertums Österreich. Die Rudolfskrone, Hauskrone des Hauses Österreich bzw. Habsburg, war 1804–1918 die Österreichische Kaiserkrone

Das Kleine Wappen (1806–1915), gleichzeitig Hauswappen der Dynastie mit den drei Teilen Habsburg, Österreich und Lothringen (optisch von links nach rechts) im Wappenschild

Kaiser von Österreich lautete der Herrschertitel der Habsburger Monarchen von 1804 bis 1867 im einheitlichen Kaisertum Österreich und 1867 bis 1918 in der österreichischen Reichshälfte der Doppelmonarchie Österreich-Ungarn. Die Gattinnen der Monarchen trugen den Titel einer Kaiserin.
Kaiser und Kaiserin waren mit Euer oder Eure Majestät anzusprechen; wurde über sie gesprochen oder geschrieben, war von Seiner Majestät dem Kaiser bzw. Ihrer Majestät der Kaiserin (abgekürzt S. M. bzw. I. M.) die Rede. Der Kaiser wurde in besonders zeremoniellen Fällen nicht nur als Kaiser angekündigt, sondern mit allen seinen Herrschertiteln, dem Großen Titel des Kaisers von Österreich.

## Vor 1804
Von 1438 bis 1806 stellten die Herzoge beziehungsweise (nach eigenmächtiger Rangerhöhung) Erzherzoge von Österreich aus dem Haus Habsburg fast ununterbrochen die römisch-deutschen Könige und römisch-deutschen Kaiser (siehe: Habsburger in der Liste der römisch-deutschen Herrscher). Ihre Gattinnen trugen den Titel Königin bzw. Kaiserin.
Einen Sonderfall stellt Maria Theresia, Erzherzogin von Österreich, dar. Sie trug ihre angestammten Titel aus eigenem Herrscherrecht. Im römisch-deutschen Reich konnte sie aber als Frau die Kaiserwürde nicht erreichen. Nachdem ihr Mann Franz Stephan von Lothringen 1745 zum römisch-deutschen Kaiser Franz I. gekrönt worden war, verwendete sie Formulierungen wie Maria Theresia, von Gottes Gnaden Römische Kayserin, Königin von Ungarn und Böhmen, Ertz-Hertzogin von Oesterreich etc. etc. Ihre gleichnamige Enkelin Maria Theresia war als Gattin Kaiser Franz’ II. die letzte Kaiserin des Heiligen Römischen Reiches und zugleich ab 1804 die erste Kaiserin von Österreich.

## 1804–1806: Franz II./I., Doppelkaiser
Nachdem Napoleon I. am 18. Mai 1804 per Verfassungsänderung zum erblichen Kaiser von Frankreich bestimmt wurde, erhob sich der römisch-deutsche Kaiser Franz II. aus dem Hause Habsburg-Lothringen am 11. August 1804 selbst zum Kaiser von Österreich und damit seine Länder im heutigen Österreich („sämtliche deutschen Provinzen und Reichsländer“) gemeinsam mit den anderen Kronländern der Habsburger (vor allem Böhmen und Ungarn) zu einem Erbkaisertum (Kaisertum Österreich), um die Ranggleichheit zu wahren.
Das römisch-deutsche Kaisertum war hingegen ein Wahlkaisertum, außerdem hatte es Napoleon durch seine Kriege gespalten und es war 1804 fraglich, ob mit dem römisch-deutschen Kaisertitel in Zukunft noch Staat zu machen sein würde. Franz wird in der Literatur oft als „Franz II./I.“ und seltener als „Franz I. (II.)“ bezeichnet, womit auf beide Kaisertitel hingewiesen wird, die er zwei Jahre lang gleichzeitig trug (hier als Beispiel der kleine Titel): Franz der Zweyte, von Gottes Gnaden erwählter römischer Kaiser, zu allen Zeiten Mehrer des Reichs, erblicher Kaiser von Oesterreich, König in Germanien, zu Ungarn und Böheim etc.; Erzherzog zu Oesterreich; Herzog zu Lothringen, Venedig und Salzburg, etc. etc.
Mit diesem Akt begründete Franz einen neuen, übergeordneten Titel. Er entspricht nicht einer Rangerhöhung des Monarchen als Erzherzog von Österreich. Dieser Titel, der sich auf das heutige Ober- und Niederösterreich bezieht, bestand neben dem Kaisertitel bis zum Ende der Monarchie weiter und wurde im Großen und Mittleren Titel erwähnt.
Im Juli 1806 gründete sich der Rheinbund. Am 6. August verkündete Franz II. auf Druck Napoleons, dass das Heilige Römische Reich Deutscher Nation durch die Gründung des Rheinbundes erloschen sei und er die Krone des Reiches niederlege.
Als Kaiser von Österreich nannte er sich Franz I.; er war der einzige „Kaiser Franz I. von Österreich“, da sein Großvater Franz I. (in Österreich zur Vermeidung von Verwechslungen meist als Franz Stephan von Lothringen bezeichnet) römisch-deutscher Kaiser war, jedoch nicht Landesherr von Österreich.

## Haus und Hof
Das Amt des Kaisers verstand sich gleichsam als weltliches Hohepriestertum. Ziel war, den Untertanen wie dem Ausland die Erhabenheit und Würde des Kaisers zu demonstrieren. Leben und Arbeit des Funktionsträgers und seiner Umgebung waren daher genauen Regeln unterworfen.

### Das kaiserliche Haus
Die erweiterte kaiserliche Familie wurde als Haus Habsburg oder als Haus Österreich bezeichnet. Wer in diese Familie einheiraten wollte, musste, wie das Familienstatut des Allerhöchsten Herrscherhauses festlegte, aus einem ebenbürtigen, also einem regierenden oder ehemals regierenden Haus stammen. Andernfalls handelte es sich um eine Hochzeit zur linken Hand, eine Mesalliance, einen unstandesgemäßen Vorgang, der – wie die Hochzeit von Thronfolger Franz Ferdinand zeigte – mit großen politischen und protokollarischen Problemen verbunden war. Zur Wahrnehmung der familiären Angelegenheiten im politischen Sinn war seit 1867 der k.u.k. Minister des kaiserlichen und königlichen Hauses und des Äußern berufen, der sich mit dem Monarchen unmittelbar abstimmte. Zuvor hatte es zeitweise die Funktion eines Haus-, Hof- und Staatskanzlers gegeben.
Die Prinzen und Prinzessinen der Kaiserfamilie trugen den Ehrentitel Erzherzog bzw. Erzherzogin und waren seit 1804 mit „kaiserliche Hoheit“ anzusprechen. Diese Regel war auf das historische deutsche Erbrecht zurückzuführen, das die Gleichberechtigung aller männlichen Erben vorsah, sich aber zur Machterhaltung einer Dynastie nicht bewährte, da es (auch im Haus Habsburg) zu vielen Erbteilungen führte. Vom späten 17. Jahrhundert an wurde das tatsächliche monarchische Amt des Erzherzogs von Österreich bzw. der gesamten Habsburgermonarchie daher dem erstgeborenen Sohn vorbehalten; alle anderen trugen den Titel Erzherzog nur ehrenhalber. Die Mitglieder der Kaiserfamilie hatten ihren ständigen Wohnsitz und Auslandsreisen mit dem Kaiser abzustimmen.
Das Haus Habsburg war Anfang des 18. Jahrhunderts am Aussterben. Der drohende Machtverlust wurde durch einen Staats- und Verfassungsvertrag namens Pragmatische Sanktion verhindert und dadurch, dass Maria Theresia mit ihrer Heirat das neue Haus Habsburg-Lothringen begründete, aus dem alle Kaiser von Österreich stammten. Im 19. Jahrhundert gab es dann wieder so viele Titular-Erzherzöge, dass Thronfolger Franz Ferdinand seine Berater überlegen ließ, wie man die Verwendung dieses Titels einschränken könnte. (Als Beispiel diente das englische System, in dem nur der Erstgeborene den Titel Lord übernimmt.)

### Der kaiserliche Hof
Der Haushalt des Kaisers und seiner engeren Familie wurde als Hof bezeichnet und im Auftrag des Monarchen vom Obersthofmeister, einem Hochadeligen, verwaltet, dem zahlreiche andere Hofchargen (teilweise nur zeremoniell) assistierten. (Kaiserinnen hatten ihren eigenen Hofstaat.) Wer z. B. mit dem Kaiser sprechen wollte, musste beim Obersthofmeisteramt um Audienz ansuchen. War Franz I. meist in biedermeierlichem Zivil zu sehen, so traten Franz Joseph I. und Karl I. fast ausschließlich in Feldmarschallsuniform auf. Bei Franz Joseph bestand die Regel, dass Soldaten in Uniform und Zivilisten im Frack zu erscheinen hatten und dass der Kaiser grundsätzlich niemandem die Hand reichte.
Das hohe Repräsentationsbedürfnis des Hofes zeigen unter anderem folgende Einrichtungen:
- Hofburg, der historische Dienstsitz der habsburgischen Monarchen im Stadtzentrum; hier wählte jeder der vier Kaiser von Österreich unterschiedliche Arbeits- und Wohnräume aus. Franz I. arbeitete in einem Raum über dem Schweizertor, Franz Joseph I. im so genannten Reichskanzleitrakt, wo er vom Balkon aus die Wachablöse der Burggendarmen mit Musik im Inneren Burghof beobachten konnte.
- Schatzkammer (Wien), Aufbewahrungsort der Kroninsignien und anderer zeremonieller Objekte in der Hofburg
- kaiserliche Hofbibliothek, heute Prunksaal der Österreichischen Nationalbibliothek
- Kaiserliche Residenzen außerhalb Wiens, vor allem Schloss Schönbrunn (1892 eingemeindet), Sommerresidenz und von Franz Joseph I. in seinen letzten Lebensjahren ganzjährig bewohnt, und Schloss Laxenburg bei Wien
- Wagenburg (Wien), die Sammlung von Prunkwagen der kaiserlichen Familie, ursprünglich im heutigen Museumsquartier Wien untergebracht, heute in einem Nebengebäude von Schloss Schönbrunn
- k.k. Hofburgtheater und k.k. Hofoperntheater (die Direktoren wurden im Einvernehmen mit dem Kaiser vom Obersthofmeisteramt bestellt)
- Kaisergruft in Wien, die Grablege der Kaiser und Kaiserinnen von Österreich, ausgenommen Karl I., der auf seiner Exilinsel Madeira bestattet ist

### Finanzierung
Zur Finanzierung des Aufwandes für Haus und Hof standen folgende Quellen zur Verfügung:
- k.k. Hofärar, staatliche Mittel und staatliches Eigentum Cisleithaniens, nicht von einem Ministerium, sondern vom Kaiserhof verwaltet (Beispiele: Schloss Schönbrunn, Hofoper); im Staatsbudget musste dafür jährlich Vorsorge getroffen werden, 1919 wurde das Hofärar in den Nachfolgestaaten Altösterreichs in die Staatsverwaltung übernommen; analoge Regeln bestanden für den Königshof im Königreich Ungarn. Der Aufwand für den gemeinsamen Monarchen im engeren Sinn wurde nach 1867 von Cis- und Transleithanien zu gleichen Teilen beglichen.
- die Allerhöchsten Familienfonds, eine Stiftung der Familie Habsburg-Lothringen zur gemeinsamen Erhaltung ihres Familienbesitzes (z. B. Schloss Eckartsau) und ihrer minderbemittelten Mitglieder (1919, soweit in der Republik Österreich befindlich, im Habsburgergesetz enteignet);
- persönliches Privatvermögen des Monarchen und anderer Familienmitglieder (Beispiele: die Kaiservilla Bad Ischl Franz Josephs, Schloss Konopischt im Eigentum Franz Ferdinands, Schloss Miramare bei Triest im Eigentum von Kaiserbruder Maximilian).
- Vom Staat an die engsten Mitglieder der Kaiserfamilie geleistete regelmäßige Zahlungen für deren laufende Lebenshaltung (sogenannte Zivilliste) und die Kosten des Hofstaates (vor allem Beamtengehälter) wurden im Budget geführt und von Österreich und Ungarn zu je 50 % finanziert.[7]

## 1867: Verkleinertes, konstitutionelles Kaisertum
Nach verlorenen Kriegen mit Preußen und Italien musste Franz Joseph I. in der Innenpolitik für Ruhe sorgen. Die magyarische Aristokratie war der Krone seit ihren 1848/49 unterdrückten Unabhängigkeitsbestrebungen in passivem Widerstand gegenübergestanden. Ihr wurde nun 1867 Autonomie in der ungarischen Innenpolitik eingeräumt. Der so genannte Ausgleich mit dem Königreich Ungarn nahm Ungarn nicht mehr als Teil des Kaisertums wahr, sondern als eigenständiges Königreich. Seit der Schaffung einer Realunion, die im Ausland als Österreichisch-Ungarische Monarchie firmierte, regierte der Monarch in der österreichischen Reichshälfte als Kaiser von Österreich, in der ungarischen Reichshälfte als König von Ungarn.
Den beiden Reichshälften (Ungarn bemühte sich sukzessive, den Begriff „Reich“ zu vermeiden, um seine Eigenständigkeit zu betonen), von Juristen und Politikern der Einfachheit halber oft Cisleithanien und Transleithanien genannt, blieben auf Verlangen des Monarchen Außenpolitik und Militär als gemeinsame Angelegenheiten, die unter Führung des Monarchen von drei k.u.k. gemeinsamen Ministerien administriert wurden. Auf das Gemeinsame Heer legte Franz Joseph I. größten Wert. Parlamentsdelegationen aus Wien und Budapest hatten die entsprechenden Gesetze auszuarbeiten und zu vereinbaren, die in Cisleithanien auf Deutsch und in den anderen Amtssprachen Altösterreichs sowie in Transleithanien auf Ungarisch mit gleichem Inhalt publiziert wurden. Alle anderen Staatsaufgaben wurden, soweit sich die beiden Staaten nicht (wie bei Währung und Zollsystem) freiwillig auf gemeinsame Regelungen einigten, in Österreich und Ungarn getrennt erledigt. In Österreich waren dazu der Reichsrat und k. k. Ministerien tätig, in Ungarn der Reichstag und kgl. ung. Ministerien.
Die Funktionen des Kaisers wurden für Cisleithanien im Rahmen der sogenannten Dezemberverfassung im Staatsgrundgesetz über die Ausübung der Regierungs- und der Vollzugsgewalt vom 21. Dezember 1867 definiert. In Artikel 1 wurde der Herrscher als geheiligt, unverletzlich und unverantwortlich bezeichnet (unverantwortlich im Sinne von nicht verantwortlich). Die legislative Gewalt übte der Kaiser gemeinsam mit dem Reichsrat aus. In weiteren Artikeln wurde festgelegt, dass er die Regierung durch dem Kaiser und dem Reichsrat gegenüber verantwortliche Minister und deren Beamten führt, dass er den Oberbefehl über das Militär hat, Krieg erklärt und Frieden schließt sowie Staatsverträge abschließt.
Wie schon in der Pillersdorf’schen Verfassung vom 25. April 1848 und im Februarpatent, der 1861 erlassenen Verfassung,  erforderte ein Gesetz die Zustimmung des Kaisers: Zu jedem Gesetze ist die Uebereinstimmung beider Häuser und die Sanction des Kaisers erforderlich. Nach Art. 10 StGG (RGBl. 1867/145) erfolgte „die Kundmachung der Gesetze […] im Namen des Kaisers mit Berufung auf die Zustimmung der verfassungsmäßigen Vertretungskörper und unter Mitfertigung eines verantwortlichen Ministers.“ Mitfertigung bedeutete, dass jeder Gesetzesbeschluss des Reichsrats nicht nur vom Kaiser, sondern auch von mindestens einem von ihm ernannten Minister oder, je nach den involvierten Ressorts, von mehreren Ministern zu unterfertigen war, um durch die Kundmachung Rechtskraft zu erlangen. Aus diesem Grund begann jedes Gesetz im cisleithanischen Reichsgesetzblatt bis 1918 mit der Promulgationsklausel „Mit Zustimmung beider Häuser des Reichsrats finde Ich anzuordnen wie folgt:“ und endete mit „Franz Joseph m.p.“ und den Namen des beteiligten Ministers oder der Minister. Damit wurde ständig daran erinnert, dass der Kaiser das Recht besaß, vom Parlament vorgelegte Gesetzesbeschlüsse nicht zu sanktionieren und damit ihr Inkrafttreten zu verhindern. Gerichtliche Urteile wurden im Namen des Kaisers verkündet.
Dass in Österreich vom Gymnasium bis zur Staatsbahn die Namen aller staatlichen Einrichtungen mit der Abkürzung k. k. begannen, brachte Österreich später den Spottnamen „Kakanien“ ein, der von Robert Musil in seinem Roman Der Mann ohne Eigenschaften geprägt wurde.

## Kronprinzen und Thronfolger
Die erstgeborenen Söhne von Monarchen wurden als Kronprinzen bezeichnet, andere designierte Nachfolger als Thronfolger. Auf Franz I. folgte 1835 sein Sohn und Kronprinz Ferdinand. Da dieser jedoch unheilbar krank war, bestimmte noch Franz I., dass sein Sohn von einer dreiköpfigen Geheimen Staatskonferenz unterstützt wurde, die meist statt Ferdinand I. die Entscheidungen traf.
Im Revolutionsjahr 1848 geriet das Kaisertum in eine existenzielle Krise, in der das Haus Habsburg mit einem neuen Monarchen an der Macht bleiben wollte. Ferdinand I. wurde im Dezember 1848 bewogen, die Regierung abzugeben, und zog sich, ohne den Kaisertitel niederzulegen, auf die Prager Burg zurück, wo er als Privatier noch 27 Jahre lebte. Nach dem Familienstatut wäre nun, da Ferdinand keinen Sohn hatte, sein Bruder, Erzherzog Franz Karl von Österreich, Kaiser geworden. Er wurde von seiner Frau Sophie aber überredet, das Amt seinem Sohn Franz Joseph zu überlassen. Dieser wurde im Alter von 18 Jahren Kaiser von Österreich, ohne zuvor Kronprinz oder Thronfolger gewesen zu sein. Sophie nahm in den ersten Regierungsjahren Franz Josephs großen Einfluss auf ihren Sohn.

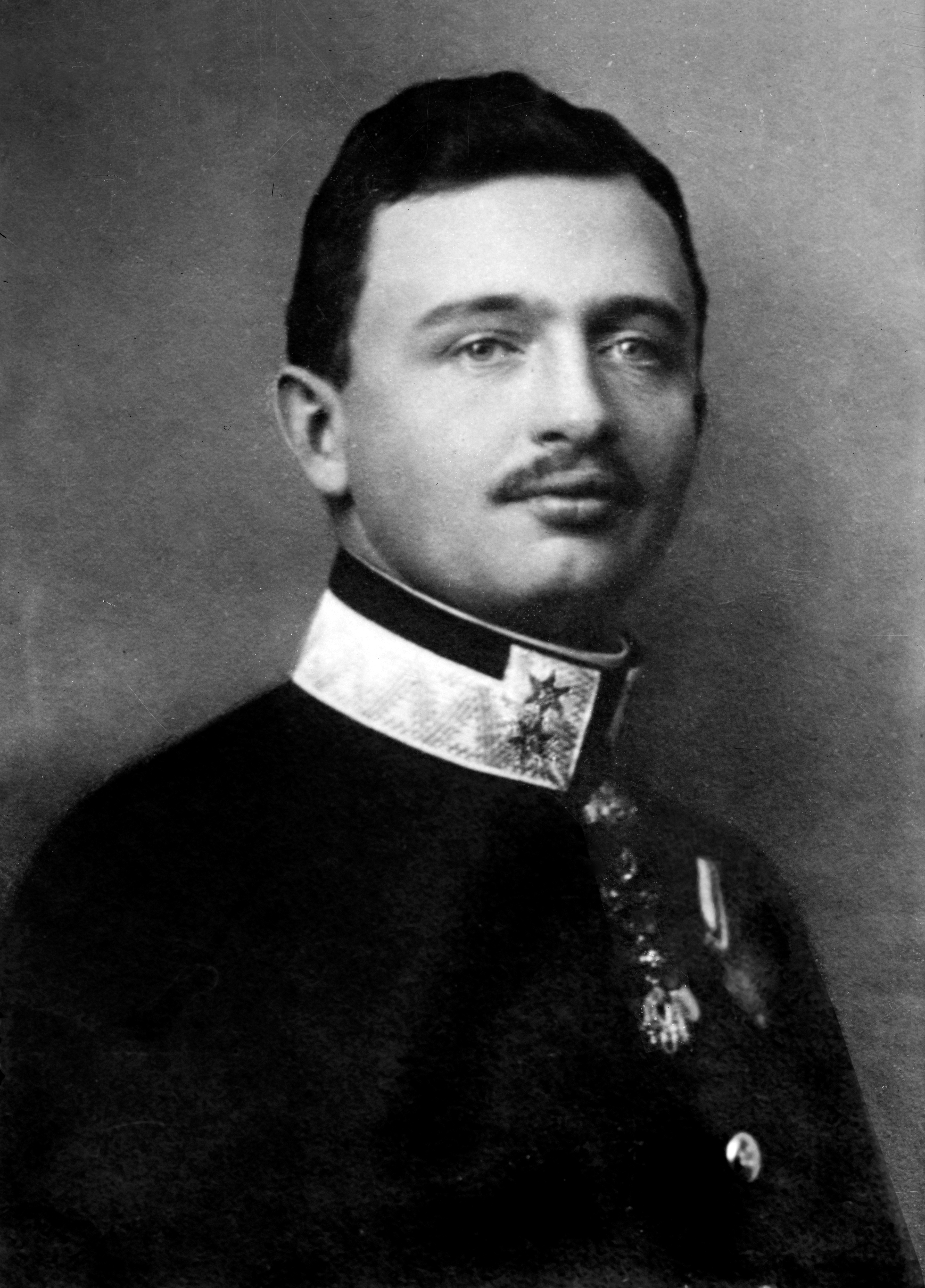
Karl, als Karl I. Kaiser von Österreich und als Karl IV. König von Ungarn

Franz Joseph I. hatte einen Sohn, den liberalen Kronprinzen Rudolf (* 1858), der aber im Januar 1889 Suizid beging. Nun war Kaiserbruder Karl Ludwig (* 1833) Thronfolger; er starb jedoch im Mai 1896. Nächster Thronfolger war nun Karl Ludwigs Sohn Franz Ferdinand von Österreich-Este (1863–1914). Er wurde im Juni 1914 in Sarajewo von einem Attentäter ermordet und hatte keine standesgemäßen Kinder. Sein jüngerer Bruder Otto war aber bereits 1906 gestorben; deshalb wurde Ottos Sohn Karl 1914 Thronfolger und 1916 Kaiser.
Als Karl 1916 auf den Thron kam, wurde sein ältester Sohn Otto (1912–2011) Kronprinz; allerdings erledigte sich der Thron 1918 (Asternrevolution), was Otto erst 1961 definitiv zur Kenntnis nahm.

## 1918: Kaiser ohne Monarchie
Der letzte Kaiser, Karl I., verzichtete für Österreich am 11. November 1918 auf jeden Anteil an den Staatsgeschäften, dankte aber nicht ab und führte den Titel Kaiser von Österreich bis zu seinem Tod im April 1922 weiter.
Österreich erklärte sich am 12. November 1918 zur Republik, was nach Abhaltung der demokratischen Wahlen zur Konstituierenden Nationalversammlung am 12. März 1919 nochmals bekräftigt wurde. Nun erst, am 24. März, ging Karl ins Exil in die Schweiz, bei welcher Gelegenheit er seine Verzichtserklärung widerrief. Erst im Nachhinein, am 3. April 1919, beschloss die Konstituierende Nationalversammlung das Habsburgergesetz, mit dem „alle Herrscherrechte des Hauses Habsburg-Lothringen […] für immerwährende Zeiten aufgehoben“ wurden und der „ehemalige Träger der Krone“ des Landes verwiesen wurde.
Karls ältester Sohn, Otto (1912–2011), 1916 durch den Amtsantritt seines Vaters zum Kronprinzen geworden, ließ sich speziell in seiner Jugend gern als Erzherzog von Österreich titulieren. Er leistete 1961 Verzicht auf Herrschaftsansprüche. Der Verwaltungsgerichtshof urteilte am 24. Mai 1963, die Landesverweisung von Otto Habsburg-Lothringen sei aufzuheben. Einen Reisepass erhielt er aber erst im Juni 1966.

## Die Träger des Titels

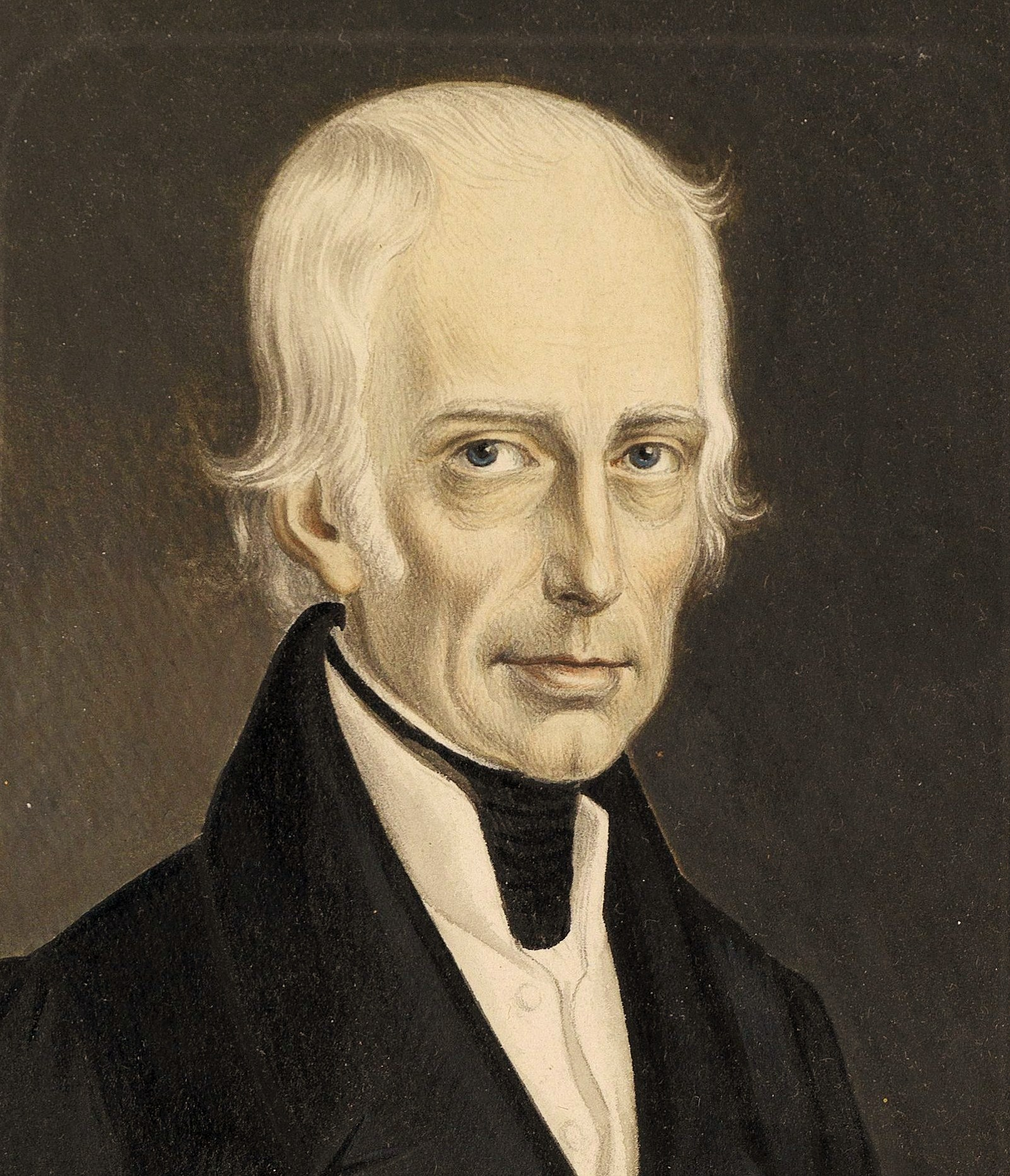
Franz I. 1804–1835
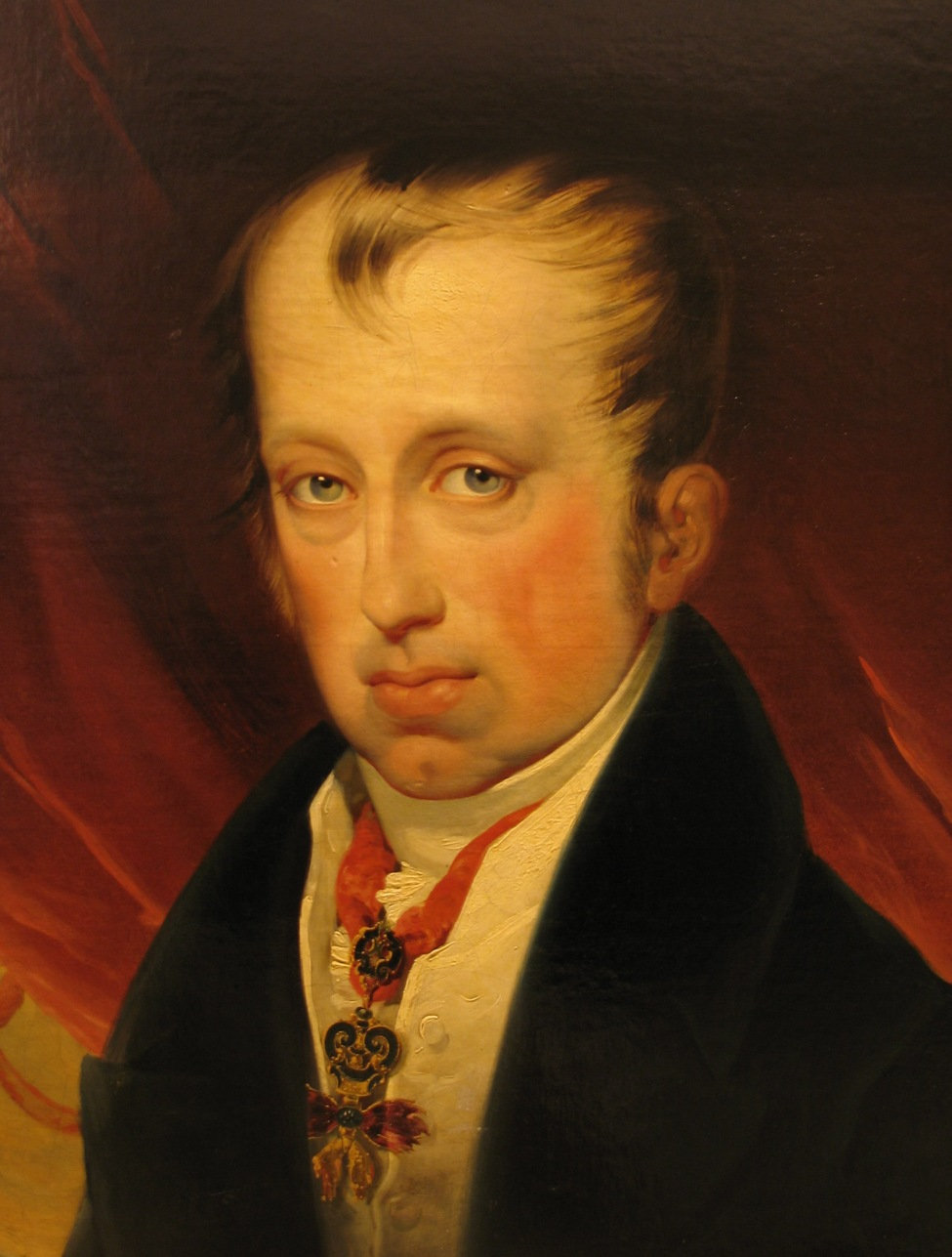
Ferdinand I. 1835–1848
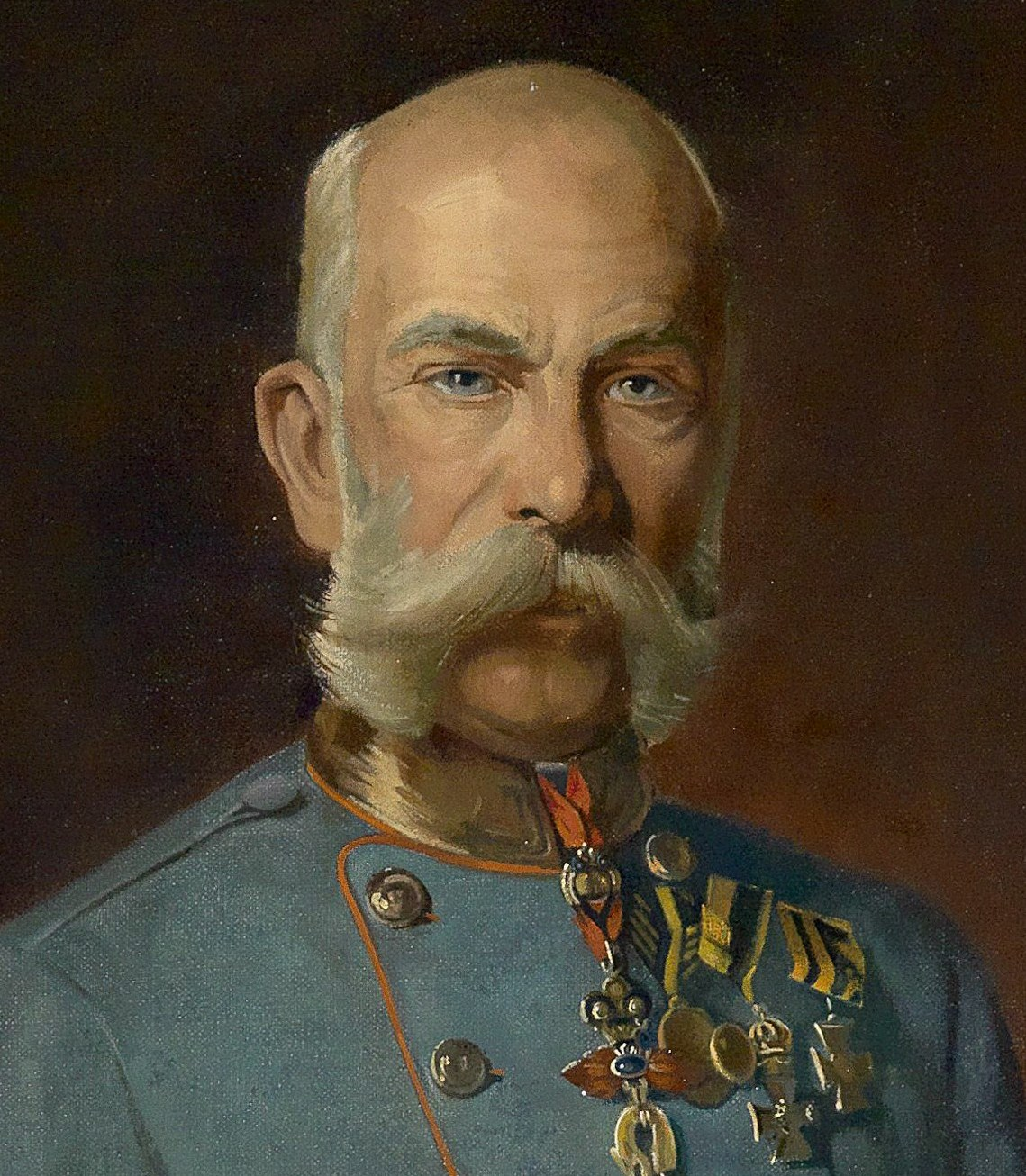
Franz Joseph I. 1848–1916
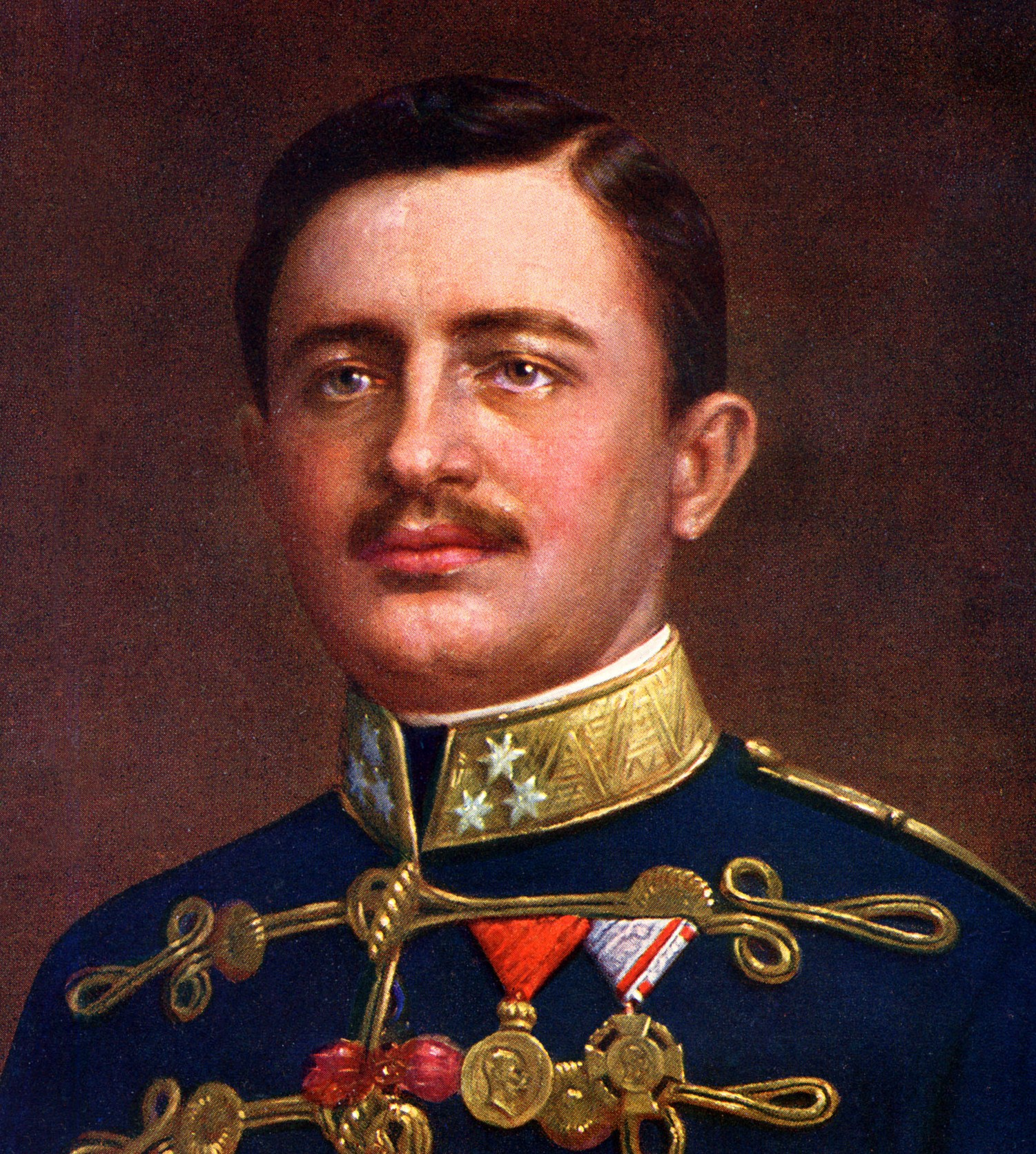
Karl I. 1916–1918

## Insignien und Symbole
Als Kronjuwelen fungierten die Insignien des Kaisertums Österreich. Die heraldischen Staatssymbole des Heiligen Römischen Reiches – Flagge Schwarz-Gelb und Doppeladler – wurden vom österreichischen Kaisertum übernommen. In die Mitte des römisch-deutschen Doppeladlers (nunmehr „österreichischer Doppeladler“) fügte man 1806 das habsburgisch-lothringische Hauswappen ein. Schwarz-Gelb blieb bis 1918 die Staatsflagge Cisleithaniens.